# Harbansus magnus
Harbansus magnus är en kräftdjursart som beskrevs av Louis S. Kornicker 1984. Harbansus magnus ingår i släktet Harbansus och familjen Philomedidae. Inga underarter finns listade i Catalogue of Life.